# 11514 Tsunenaga
11514 Tsunenaga è un asteroide della fascia principale. Scoperto nel 1991, presenta un'orbita caratterizzata da un semiasse maggiore pari a 3,0171663 au e da un'eccentricità di 0,0327546, inclinata di 9,83906° rispetto all'eclittica.
L'asteroide è dedicato al diplomatico ed esploratore giapponese Hasekura Tsunenaga.